# Theriosuchus
Theriosuchus é um gênero extinto de neossúquio  atopossaurídeo do Jurássico Superior ao Cretáceo Inferior da Europa (Hungria e sul da Inglaterra), Sudeste Asiático (Tailândia) e oeste da América do Norte (Wyoming), com registros fragmentários de sítios do Jurássico Médio e Cretáceo Inferior na China, Marrocos e Escócia.

## Taxonomia

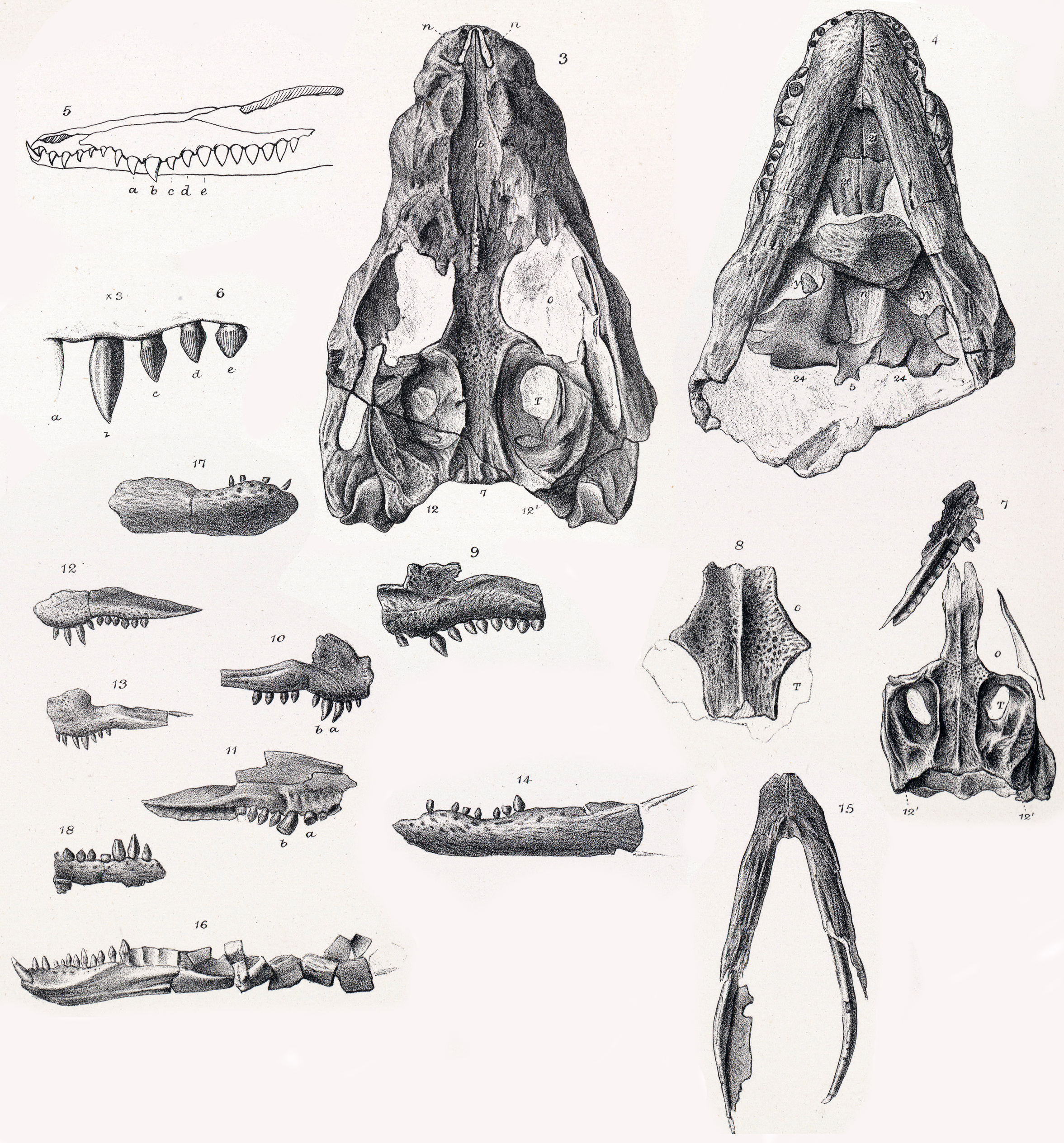
Elementos do crânio do T. pusillus

Atualmente, três espécies válidas são reconhecidas: Theriosuchus pusillus do sul da Inglaterra, Theriosuchus grandinaris da Tailândia e Theriosuchus morrisonensis da formação Morrison, na América do Norte. Theriosuchus foi anteriormente atribuído a Atoposauridae, mas uma análise cladística de 2016 o recuperou como um neossúquio mais aparentado com membros da família Paralligatoridae [en] do que com atopossaurídeos.
Duas espécies anteriormente atribuídas a este gênero, Theriosuchus ibericus e Theriosuchus symplesiodon, foram reatribuídas ao novo gênero Sabresuchus [en]. Por outro lado, Theriosuchus guimarotae de Portugal foi reatribuído a Knoetschkesuchus [en].